# Рошер, Вильгельм Георг Фридрих
Вильгельм Георг Фридрих Рошер (нем. Georg Friedrich Wilhelm Roscher; 21 октября 1817, Ганновер — 4 июня 1894, Лейпциг) — немецкий экономист, представитель исторической школы в политэкономии.
В работах Рошера можно проследить следы влияния исторической школы в юридической науке. Он достаточно часто заимствовал аргументацию у юристов и придавал важное значение аналогичным ситуациям, возникавшим, по его мнению, в юриспруденции и в экономической науке. Рошер выделяет 3 этапа в истории развития экономики, связанных с господством факторов производства: в начале земли (природы), затем труда и наконец капитала. При этом к капиталу Рошер относит и квалификацию рабочих. Прибыль определяется им как зарплата предпринимателя за управление трудом.
Рошеру посвящена книга «Основания политической экономии» основателя австрийской экономической школы Карла Менгера.

## Биография
Родился 21 октября 1817 года в ганноверской семье государственных служащих, члены которой на протяжении поколений служили в военном и гражданском секторах. Его отец, Конрад Август Альбрехт Рошер (05.05.1774, Люнебург — 01.07.1827, Ганновер) был старшим судебным советником в Министерстве юстиции Ганновера. После смерти отца, его матери Юлии Вильгельмине фон Рудлофф (21.06. 1786 — 07.06.1857, Лейпциг) пришлось взять на себя воспитание пятерых несовершеннолетних детей.
Посещал лицей в Ганновере, которым тогда руководил Георг Фридрих Гротефенд. С 1835 года учился в Геттингенском университете, где в то время преподавали историки Фридрих Кристоф Дальманн, Георг Готфрид Гервинус и Карл Отфрид Мюллер; 10 сентября 1838 года он получил степень доктора за диссертацию «De historicae doctrinae apud sophistas maiores vestigiis» («О следах исторического учения среди старых софистов») и продолжил обучение в Берлинском университете у историков Августа Бёка и Леопольда фон Ранке; занимался в историческом семинаре Ранке, которого впоследствии неоднократно благодарил за поддержку. В 1840 году Рошер получил степень по истории и политологии в Гёттингенском университете, в котором с 1843 года был экстраординарным профессором, а с 1844 — ординарным профессором. Сначала читал лекции по истории, затем обратился к политологии и с 1845 года читал курсы экономики, истории политических теорий, политики, статистики и финансов.
Целью его научной деятельности было создание политической науки, основанной на исторических методах, которая должна была показать законы развития экономики и государства. Этот «исторический метод» противопоставлялся «философскому методу» его предшественников. С помощью своего метода он вывел законы, противоречившие классической экономической теории.
В 1848 году Рошер был приглашён в Лейпцигский университет, в котором оставался, несмотря на приглашения в Мюнхен, Вену и Берлин. В Лейпциге от стал читать ещё и лекции по экономической политике, а с 1871 года — ещё и лекции по аграрной политике и статистике. Также в период 1851—1869 годов он читал многочисленные курсы лекций по сравнительной статистике, сравнительной политической науке шести великих держав, сравнительной статистике и политической науке Германии, Великобритании и Франции и европейских народов. В 1889 году, вскоре после своего 71-летия, по его просьбе он был освобождён от преподавательской деятельности.
Умер 4 июня 1894 года в Лейпциге.

## Основные произведения
- «Система народного хозяйства» в 5 тт. (System der Volkswirtschaft, 1854—1894):
  - т.1 «Основания национальной экономии» (Grundlagen der Nationaleökonomie, 1854),
  - т.2 «Национальная экономия земледелия» (Nationaleökonomik des Ackerbaues, 1859),
  - т.3 «Национальная экономия торговли и ремесел» (Nationaleökonomik des Handels und Gewerbfleisses, 1881),
  - т.4 «Система науки о финансах» (System der Finanzwissenschaft, 1886),
  - т.5 «Система помощи бедным и политика борьбы с бедностью» (System der Armenpflege und Armenpolitik, 1894).
- Наука о народном хозяйстве в отношении к земледелию и другим отраслям первоначальной промышленности. — М., 1869-1870.
- Краткие основы курса политической экономии с точки зрения исторического метода. — СПб., 1891.

## Награды и звания
- королевский саксонский гехаймрат и почётный гражданин Лейпцига (29.03.1889).
- почётный доктор юридических наук (Кёнигсберг, Болонья, Эдинбург); политических наку (Тюбинген);
- почётный член Казанского и Киевского университетов;
- действительный член Саксонской академии наук (1849)
- член Баварской академии наук (1867)
- член Гёттингенской академии наук (1888)
- член Австрийской академии наук (1871)
- член Венгерской академии наук
- член Миланской академии наук
- член Шведской академии наук
- член Национальной академии деи Линчеи

## Семья
- Вильгельм Генрих (1845—1923) — филолог и археолог.
- Карл Франц Георг (1846—1920)
- Helene Sophia Laura Albertine Wilhelmine (1849—1865)
- Берта Каролина Ида (1850—1927), с 18 апреля 1873 года был замужем за Эрнстом Виндишем
- Тереза Эмилия Марта Сонстанция (1857—?)

- Племянник Рошер, Альбрехт — путешественник по Африке.